# KAP AG
Die KAP AG ist eine börsennotierte Industrieholding im Gehobenen Mittelstand mit Sitz im osthessischen Fulda. In den Segmenten engineered products, felxible films, surface technologies und precision components entwickelt die KAP AG innovative industrielle Produkte und technologische Lösungen für Industrie- und Handelsunternehmen. KAP ist an 28 Standorten in Europa, Indien, China, Israel und den USA aktiv. Zur Holding gehören unter anderem Mehler, Präzisionsteile Dresden, Metallveredlung Döbeln GmbH und Galvanotechnische Oberflächen GmbH.

## Aktie und Anteilseigner
Das Grundkapital der Gesellschaft ist aufgeteilt in rund 7,7 Millionen Stammaktien. Die Aktien sind Bestandteil des Aktienindex CDAX.
Hauptanteilseigner ist zum September 2021 die Carlyle Group mit rund 45,5 % der Anteile. Eine Sperrminorität wird gehalten von der FM Verwaltungs GmbH mit 25,7 % der Anteile. Die übrigen rund 28,8 % der Aktien gelten als Streubesitz.